# Eurasburg (powiat Aichach-Friedberg)
Eurasburg – miejscowość i gmina w Niemczech, w kraju związkowym Bawaria, w rejencji Szwabia, w regionie Augsburg, w powiecie Aichach-Friedberg, wchodzi w skład wspólnoty administracyjnej Dasing. Leży około 15 km na południe od Aichach.

## Polityka
Wójtem gminy jest Erwin Osterhuber z CSU/BB, rada gminy składa się z 12 osób.
|      | CSU/Bürgerblock | SPD/Zieloni | WG Freienried | Wählerforum | Razem |
| 2008 | 5               | 2           | 3             | 2           | 12    |
| 2002 | 6               | 3           | 3             | -           | 12    |

## Oświata
W gminie znajduje się przedszkole (50 dzieci) oraz szkoła podstawowa (6 klas, 122 uczniów).